# Echthrocollix minuta
Echthrocollix minuta là một loài bướm đêm trong họ Geometridae.